# Mireia Terrones Launes
Mireia Terrones Launes (Móra d'Ebre, 25 d'octubre de 1989) és una jugadora d'escacs catalana. És membre del Club Escacs Móra d'Ebre.
Tot i que no està en actiu, a la llista d'Elo de la FIDE del febrer de 2016, hi tenia un Elo de 1988 punts.

## Resultats destacats en competició
El 2005 fou la millor jugadora femenina del Torneig Internacional "Ciutat de Barcelona" a la categoria Sub20 amb 5 punts de 8 (el campió fou Lluís Oms Fuentes). El novembre de 2007 formà part de la selecció catalana femení del Torneig 4 Nacions jugat a Caldes de Malavella on aconseguiren el subcampionat. El 2009 fou campiona de Catalunya femení a Castelló d'Empúries amb 5 punts de 6, mig punt més que les segones classificades Carla Marín i Elisabet Ruiz. El maig de 2010 participà en el Campionat de Catalunya absolut on fou eliminada a la primera ronda pel GM Jordi Magem i Badals per 2 a 0.